# Бокс на літніх Олімпійських іграх 2012 — кваліфікація
У змаганнях з боксу на літніх Олімпійських іграх 2012 взяло участь 286 спортсменів, які змагалися за 13 комплектів нагород. Кожна країна могла бути представлена не більш ніж одним спортсменом у кожній ваговій категорії.

## Правила кваліфікації

### Чоловіки
- 5 місць було віддано переможцям Світовий серії боксу 2010–2011 в особистих дисциплінах. Спортсмени самі повинні будуть вирішити, у яких вагових категоріях будуть виступати на Олімпійських іграх, оскільки вони розрізняються в обох змаганнях.
- 92 місця будуло розіграно на чемпіонаті світу 2011. Кваліфікувалися перші десять спортсменів у кожній категорії (у категоріях до 91 кг і понад 91 кг — 6 спортсменів), причому кожен континент має певну квоту, яку не можна буде перевищувати:

| Континент | Квота | Кваліфіковано | Вільно |
| --------- | ----- | ------------- | ------ |
| Азія      | 56    | 29            | 27     |
| Америка   | 54    | 14            | 40     |
| Африка    | 52    | 2             | 50     |
| Європа    | 78    | 50            | 28     |
| Океанія   | 10    | 1             | 9      |

- 140 місць будло розподілено на континентальних відбіркових турнірах. Континентальна квота є такою ж, як на чемпіонаті світу.
- 5 місць було віддано приймаючій країні (Велика Британія), яка самостійно вирішувала, у яких вагових категоріях виступлять її спортсмени.
- 8 місць некваліфікованим країнам віддавала Тристороння комісія (МОК, АНОК, AIBA).

### Жінки
- 24 місця були розподілені на чемпіонаті світу 2012. Кваліфікувалися перші вісім спортсменок, причому кожен континент має певну квоту, яку не можна було перевищувати:

| Континент | Квота |
| --------- | ----- |
| Азія      | 8     |
| Америка   | 8     |
| Африка    | 5     |
| Європа    | 12    |
| Океанія   | 3     |

- 1 місце було віддано приймаючій країні (Велика Британія), яка самостійно вирішувала, у якій ваговій категорії виступить її спортсменка.
- 11 місць некваліфікованим країнам віддала Тристороння комісія (МОК, АНОК, AIBA).

## Кваліфікаційні змагання
| Змагання                                    | Період                     | Місце проведення         |
| ------------------------------------------- | -------------------------- | ------------------------ |
| Світова серія боксу в особистих дисциплінах | 27-28 травня 2011          | Гуйчжоу, Китай           |
| Чемпіонат світу з боксу 2011                | 26 вересня — 8 жовтня 2011 | Баку, Азербайджан        |
| Олімпійська кваліфікація — Океанія          | 23-29 березня 2012         | Дарвін, Австралія        |
| Олімпійська кваліфікація — Азія             | 1-8 квітня 2012            | Астана, Казахстан        |
| Олімпійська кваліфікація — Америка          | 11-20 квітня 2012          | Ріо-де-Жанейро, Бразилія |
| Олімпійська кваліфікація — Європа           | 14-22 квітня 2012          | Стамбул, Туреччина       |
| Олімпійська кваліфікація — Африка           | 29 квітня — 7 травня 2012  | Касабланка, Марокко      |
| Чемпіонат світу з боксу 2012 серед жінок    | 21 травня — 10 червня      | Чунцин, Китай            |

## Кваліфіковані країни
| Країна                          | Чоловіки | Чоловіки | Чоловіки | Чоловіки | Чоловіки | Чоловіки | Чоловіки | Чоловіки | Чоловіки | Чоловіки | Жінки | Жінки | Жінки | Всього |
| Країна                          | 49       | 52       | 56       | 60       | 64       | 69       | 75       | 81       | 91       | 91+      | 51    | 60    | 75    | Всього |
| ------------------------------- | -------- | -------- | -------- | -------- | -------- | -------- | -------- | -------- | -------- | -------- | ----- | ----- | ----- | ------ |
| Афганістан                      |          | X        |          |          |          |          |          |          |          |          |       |       |       | 1      |
| Алжир                           | X        | X        | X        | X        |          | X        | X        | X        | X        |          |       |       |       | 8      |
| Ангола                          |          |          |          |          |          |          |          |          | X        |          |       |       |       | 1      |
| Аргентина                       |          |          | X        |          |          |          |          |          | X        |          |       |       |       | 2      |
| Вірменія                        |          |          |          |          |          |          | X        |          |          |          |       |       |       | 1      |
| Австралія                       | X        | X        | X        | X        | X        | X        | X        | X        | X        | X        |       |       | X     | 11     |
| Азербайджан                     |          | X        | X        |          | X        |          | X        | X        | X        | X        |       |       | X     | 8      |
| Білорусь                        |          |          |          | X        |          |          |          | X        | X        |          |       |       |       | 3      |
| Бенін                           |          |          |          | X        |          |          |          |          |          |          |       |       |       | 1      |
| Ботсвана                        |          | X        |          |          |          |          |          |          |          |          |       |       |       | 1      |
| Бразилія                        |          | X        | X        | X        | X        | X        | X        | X        |          |          | X     | X     | X     | 10     |
| Болгарія                        | X        |          | X        |          |          |          |          |          | X        |          | X     |       |       | 4      |
| Камерун                         | X        |          |          | X        | X        |          |          | X        |          | X        |       |       |       | 5      |
| Канада                          |          |          |          |          |          | X        |          |          |          | X        |       |       | X     | 3      |
| Китай                           | X        |          |          | X        |          | X        |          | X        | X        | X        | X     | X     | X     | 9      |
| Колумбія                        |          |          |          | X        | X        |          |          | X        |          |          |       |       |       | 3      |
| Куба                            | X        | X        | X        | X        | X        |          |          | X        | X        | X        |       |       |       | 8      |
| Чехія                           |          |          |          |          | X        |          |          |          |          |          |       |       |       | 1      |
| Данія                           |          |          | X        |          |          |          |          |          |          |          |       |       |       | 1      |
| Домініканська Республіка        |          |          | X        | X        |          |          | X        |          |          |          |       |       |       | 3      |
| ДР Конго                        |          |          |          |          |          |          |          |          |          | X        |       |       |       | 1      |
| Еквадор                         | X        |          |          |          | X        | X        | X        | X        | X        | X        |       |       |       | 7      |
| Єгипет                          | X        | X        |          | X        | X        |          | X        |          |          |          |       |       |       | 5      |
| Франція                         | X        | X        |          | X        |          | X        |          |          |          | X        |       |       |       | 5      |
| Габон                           |          |          | X        |          |          | X        |          |          |          |          |       |       |       | 2      |
| Грузія                          |          |          | X        |          |          |          |          |          |          |          |       |       |       | 1      |
| Німеччина                       |          |          |          |          |          | X        | X        | X        |          | X        |       |       |       | 4      |
| Гана                            | X        | X        | X        |          |          |          |          |          |          |          |       |       |       | 3      |
| Велика Британія                 |          | X        | X        | X        | X        | X        | X        |          |          | X        | X     | X     | X     | 10     |
| Гондурас                        | X        |          |          |          |          |          |          |          |          |          |       |       |       | 1      |
| Угорщина                        |          |          |          | X        | X        |          | X        |          |          |          |       |       |       | 3      |
| Індія                           | X        |          | X        | X        | X        | X        | X        | X        |          |          | X     |       |       | 8      |
| Іран                            |          |          |          |          | X        | X        |          | X        | X        |          |       |       |       | 4      |
| Ірак                            |          |          |          |          |          | X        |          |          |          |          |       |       |       | 1      |
| Ірландія                        | X        | X        | X        |          |          | X        | X        |          |          |          |       | X     |       | 6      |
| Італія                          | X        | X        | X        | X        | X        |          |          |          | X        | X        |       |       |       | 7      |
| Японія                          |          | X        | X        |          |          | X        | X        |          |          |          |       |       |       | 4      |
| Йорданія                        |          |          |          |          |          |          |          | X        |          |          |       |       |       | 1      |
| Казахстан                       | X        | X        | X        | X        | X        | X        | X        | X        |          | X        |       | X     | X     | 11     |
| Кенія                           |          | X        |          |          |          |          |          |          |          |          |       |       | X     | 2      |
| Литва                           |          |          |          | X        |          | X        |          |          |          |          |       |       |       | 2      |
| Маврикій                        |          | X        |          |          | X        |          |          |          |          |          |       |       |       | 2      |
| Мексика                         |          |          | X        |          |          | X        |          |          |          |          |       |       |       | 2      |
| Молдова                         |          |          |          |          |          | X        |          |          |          |          |       |       |       | 1      |
| Монголія                        | X        | X        |          |          | X        | X        |          |          |          |          |       |       |       | 4      |
| Чорногорія                      |          |          |          |          |          |          |          | X        |          |          |       |       |       | 1      |
| Марокко                         | X        |          | X        |          | X        | X        | X        | X        |          | X        |       | X     |       | 8      |
| Мозамбік                        | X        |          |          |          |          |          |          |          |          |          |       |       |       | 1      |
| Намібія                         |          |          | X        |          |          |          | X        |          |          |          |       |       |       | 2      |
| Нова Зеландія                   |          |          |          |          |          |          |          |          |          |          | X     | X     |       | 2      |
| Нікарагуа                       |          |          |          |          |          |          |          | X        |          |          |       |       |       | 1      |
| Нігер                           |          |          |          |          |          | X        |          |          |          |          |       |       |       | 1      |
| Нігерія                         |          |          |          |          |          |          | X        | X        |          |          |       |       | X     | 3      |
| КНДР                            |          | X        |          |          |          |          |          |          |          |          | X     |       |       | 2      |
| Панама                          |          |          |          | X        |          |          |          |          |          |          |       |       |       | 1      |
| Філіппіни                       | X        |          |          |          |          |          |          |          |          |          |       |       |       | 1      |
| Польща                          |          |          |          |          |          |          |          |          |          |          | X     |       |       | 1      |
| Пуерто-Рико                     | X        | X        |          | X        | X        |          | X        |          |          |          |       |       |       | 5      |
| Румунія                         |          |          |          |          |          |          | X        |          |          |          |       | X     |       | 2      |
| Росія                           | X        | X        | X        |          |          | X        |          | X        | X        | X        | X     | X     | X     | 10     |
| Сербія                          |          |          |          |          |          |          | X        |          |          |          |       |       |       | 1      |
| Сейшельські Острови             |          |          |          | X        |          |          |          |          |          |          |       |       |       | 1      |
| Південно-Африканська Республіка |          |          | X        |          |          | X        |          |          |          |          |       |       |       | 2      |
| Південна Корея                  | X        |          |          | X        |          |          |          |          |          |          |       |       |       | 2      |
| Іспанія                         | X        |          |          |          | X        |          |          |          |          |          |       |       |       | 2      |
| Швеція                          |          | X        |          |          | X        |          |          |          |          |          |       |       | X     | 3      |
| Сирія                           |          |          | X        |          |          |          |          |          |          |          |       |       |       | 1      |
| Танзанія                        |          |          |          |          |          | X        |          |          |          |          |       |       |       | 1      |
| Таджикистан                     |          |          | X        |          |          |          | X        | X        |          |          |       | X     |       | 4      |
| Тайланд                         | X        | X        |          | X        |          |          |          |          |          |          |       |       |       | 3      |
| Тринідад і Тобаго               | X        |          |          |          |          |          |          |          |          |          |       |       |       | 1      |
| Туніс                           |          |          |          | X        | X        |          |          | X        |          |          | X     | X     |       | 5      |
| Туреччина                       | X        | X        |          | X        | X        |          | X        | X        |          |          |       |       |       | 6      |
| Туркменістан                    |          |          |          |          | X        |          | X        |          |          |          |       |       |       | 2      |
| Україна                         |          |          | X        | X        | X        | X        | X        | X        | X        |          |       |       |       | 7      |
| США                             |          | X        | X        | X        | X        | X        | X        | X        | X        | X        | X     | X     | X     | 12     |
| Узбекистан                      |          | X        | X        | X        | X        |          | X        | X        |          |          |       |       |       | 6      |
| Венесуела                       |          |          |          |          |          | X        | X        |          |          |          | X     |       |       | 3      |
| Замбія                          |          |          |          |          | X        |          |          |          |          |          |       |       |       | 1      |
| Всього: 79 НОКів                | 26       | 26       | 28       | 28       | 28       | 28       | 28       | 26       | 15       | 16       | 12    | 12    | 12    | 285    |

## Спортсмени, що кваліфікувались

### Чоловіки
Кількість спортсменів, що кваліфікувались у залежності від континенту та вагової категорії.
| Weight | Africa | America | Asia  | Europe | Oceania | Total |
| ------ | ------ | ------- | ----- | ------ | ------- | ----- |
| 49 кг  | 6      | 4 (1)   | 6     | 8      | 1       | 26    |
| 52 кг  | 6      | 4 (1)   | 6     | 8      | 1       | 26    |
| 56 кг  | 6      | 6       | 6     | 9      | 1       | 28    |
| 60 кг  | 6      | 6       | 6 (1) | 8      | 1       | 28    |
| 64 кг  | 6      | 6       | 6     | 8 (1)  | 1       | 28    |
| 69 кг  | 6      | 6       | 6 (1) | 8      | 1       | 28    |
| 75 кг  | 5      | 6       | 7     | 9      | 1       | 28    |
| 81 кг  | 5      | 6       | 7     | 6 (1)  | 1       | 26    |
| 91 кг  | 2 (1)  | 4       | 2     | 6      | 1       | 16    |
| +91 кг | 2 (1)  | 4       | 2     | 6      | 1       | 16    |
| Всього | 52     | 54      | 56    | 78     | 10      | 250   |

#### до 49 кг
| Змагання                                    | Квота | Спортсмени |
| ------------------------------------------- | ----- | --- |
| Світова серія боксу в особистих дисциплінах | 0     | — |
| Чемпіонат світу з боксу 2011                | 10    | Каео Понгпраюн (THA) Цзоу Шимін (CHN) Хосе де ла Ніеве (ESP) Давид Айрапетян (RUS) Пуревдоржийн Сердамба (MGL) Йосвані Вейтія (CUB) Девендро Сингх (IND) Сін Джон Хун (KOR) Марк Баррига (PHI) Жеремі Бекку (FRA) |
| Олімпійська кваліфікація — Океанія          | 1     | Біллі Ворд (AUS) |
| Олімпійська кваліфікація — Азія             | 1     | Біржан Жакипов (KAZ) |
| Олімпійська кваліфікація — Америка          | 3     | Жантоні Ортіс (PUR) Карлос Кіпо (ECU) Карлос Суарес (TRI) |
| Олімпійська кваліфікація — Європа           | 4     | Ферхат Пехліван (TUR) Александр Александров (BUL) Педді Барнс (IRL) Мануель Каппаї (ITA) |
| Олімпійська кваліфікація — Африка           | 6     | Мохамед Фліссі (ALG) Абдельалі Дараа (MAR) Томас Ессомба (CMR) Жуліано Макіна (MOZ) Теттех Сулеману (GHA) Рамі Ель-Аваді (EGY)                                                                                    |
| Запрошені                                   | 1     | Байрон Моліна (HON) |
| Всього                                      | 26    | |

#### до 52 кг
| Змагання                                    | Квота | Спортсмени |
| ------------------------------------------- | ----- | --- |
| Світова серія боксу в особистих дисциплінах | 0     | — |
| Чемпіонат світу з боксу 2011                | 9*    | Міша Алоян (RUS) Ельвін Мамішзаде (AZE) Роші Воррен (USA) Жасурбек Латипов (UZB) Вінченцо Пікарді (ITA) Майкл Конлен (IRL) Ендрю Селбі (GBR) Робейсі Рамірес (CUB) Чатчай Бутді (THA) |
| Олімпійська кваліфікація — Океанія          | 1     | Джексон Вудс (AUS) |
| Олімпійська кваліфікація — Азія             | 4     | Пак Чон Чхоль (PRK) Ільяс Сулейменов (KAZ) Кацукі Суса (JPN) Нямбаярин Тегсцогт (MGL)                                                                                                 |
| Олімпійська кваліфікація — Америка          | 3     | Хав'єр Сінтрон (PUR) Хуліо Енрікес (BRA) Саломо Н'Туве (SWE) |
| Олімпійська кваліфікація — Європа           | 2     | Нордін Убаалі (FRA) Сельчук Екер (TUR) |
| Олімпійська кваліфікація — Африка           | 6     | Отенг Отенг (BOT) Бенсон Джичару (KEN) Самір Брахімі (ALG) Дюк Міка (GHA) Хешам Абделаал (EGY) Джейсон Лавіджиланте (MRI)                                                             |
| Запрошені                                   | 1     | Аймал Файсал (AFG) |
| Всього                                      | 26    | |

* Кваліфікувалися валійській і англійський боксери, тому було проведено додатковий бій, у якому Ендрю Селбі переміг Халіда Яфаї.

#### до 56 кг
| Змагання                                    | Квота | Спортсмени |
| ------------------------------------------- | ----- | --- |
| Світова серія боксу в особистих дисциплінах | 1     | Канат Абуталіпов (KAZ) |
| Чемпіонат світу з боксу 2011                | 10    | Детелін Далаклієв (BUL) Люк Кемпбелл (GBR) Орзубек Шаїмов (UZB) Джон Джо Невін (IRL) Сергій Водопьянов (RUS) Анвар Юнусов (TJK) Ласаро Альварес (CUB) Джозеф Діас (USA) Яхин Вітторіо Паррінелло (ITA) Мохамед Уадаї (ALG) |
| Олімпійська кваліфікація — Океанія          | 1     | Ібрагім Балла (AUS) |
| Олімпійська кваліфікація — Азія             | 3     | Шива Тапа (IND) Вессам Саламана (SYR) Сатосі Сімідзу (JPN) |
| Олімпійська кваліфікація — Америка          | 4     | Оскар Вальдез (MEX) Альберто Мельян (ARG) Робенілсон де Хесус (BRA) Вільям Енкарнасйон (DOM) |
| Олімпійська кваліфікація — Європа           | 4     | Магомед Абдулхамідов (AZE) Павло Іщенко (UKR) Мераб Туркадзе (GEO) Денніс Сейлан (DEN) |
| Олімпійська кваліфікація — Африка           | 5     | Абубакр Лбіда (MAR) Ісаак Догбо (GHA) Ромео Лембумба (GAB) Аябонга Сонжика (RSA) Джонас Метьюс (NAM) |
| Запрошені                                   | 0     | — |
| всього                                      | 28    | |

#### до 60 кг
| Змагання                                    | Квота | Спортсмени |
| ------------------------------------------- | ----- | --- |
| Світова серія боксу в особистих дисциплінах | 1     | Рашид Аззедін (FRA)* |
| Чемпіонат світу з боксу 2011                | 10    | Доменіко Валентіно (ITA) Міклош Варга (HUN) Фазліддін Гаїбназаров (UZB) Яснієр Толедо (CUB) Хан Сун Чхоль (KOR) Джай Бхагван (IND) Гані Жайлауов (KAZ) Василь Ломаченко (UKR) Робсон Консейсао (BRA) Сайлом Аді (THA) |
| Олімпійська кваліфікація — Океанія          | 1     | Люк Джексон (AUS) |
| Олімпійська кваліфікація — Азія             | 1     | Лю Цян (CHN) |
| Олімпійська кваліфікація — Америка          | 4     | Ахмед Меджрі (TUN) Абделькадер Шаді (ALG) Андрік Аллісоп (SEY) Іхіасінте Меволі (CMR) Мохамед Рамадан (EGY) Шафік Читу (BEN)                                                                                          |
| Олімпійська кваліфікація — Європа           | 4     | Вазген Сафарянц (BLR) Евальдас Петраускас (LTU) Джош Тейлор (GBR) Фатіх Келеш (TUR) |
| Олімпійська кваліфікація — Африка           | 6     | Фелікс Вердехо (PUR) Веллінгтон Аріас (DOM) Едуар Марріага (COL) Хосе Карлос Рамірес (USA) |
| Запрошені                                   | 1     | Хуан Уертас (PAN) |
| Total                                       | 28    | |

* Першим на це місце претендував Ван Чжимінь з Китаю, який виграв у 2011 Світову серію боксу в особистих дисциплінах у цій вазі, але був знятий китайським НОК. Другий претендент Ержан Муссафіров з Казахстана був відкликаний Казахським НОКом. Тому на Олімпіаду поїхав Рашид Аззедін з Франції, який займав третє місце.

#### до 64 кг
| Змагання                                    | Квота | Спортсмени |
| ------------------------------------------- | ----- | --- |
| Світова серія боксу в особистих дисциплінах | 0     | — |
| Чемпіонат світу з боксу 2011                | 10    | Денис Беринчик (UKR) Гайбатулла Гаджиалієв (AZE) Том Сталкер (GBR) Манодж Кумар (IND) Дьюла Кате (HUN) Евертон Лопес (BRA) Вінченцо Манджакапре (ITA) Уранчимегійн Менх-Ердене (MGL) Ентоні Їгіт (SWE) Хонатан Алонсо (ESP) |
| Олімпійська кваліфікація — Океанія          | 1     | Джефф Горн (AUS) |
| Олімпійська кваліфікація — Азія             | 4     | Уктамжон Рахмонов (UZB) Даніяр Єлеусинов (KAZ) Мехді Толути (IRI) Сердар Худайбердиєв (TKM) |
| Олімпійська кваліфікація — Америка          | 5     | Роньєль Іглесіас (CUB) Франсіско Варгас (PUR) Сесар Вільяррага (COL) Джеймел Геррінг (USA) Андерсон Рохас (ECU) |
| Олімпійська кваліфікація — Європа           | 1     | Якуп Шенер (TUR) |
| Олімпійська кваліфікація — Африка           | 6     | Абдельхак Аатакні (MAR) Абдерразак Хоуя (TUN) Еслам Ель-Дженді (EGY) Річарно Колін (MRI) Гілберт Чумбе (ZAM) Серж Амбомо (CMR)                                                                                              |
| Запрошені                                   | 1     | Зденек Гладек (CZE) |
| Total                                       | 28    | |

#### до 69 кг
| Змагання                                    | Квота | Спортсмени |
| ------------------------------------------- | ----- | --- |
| Світова серія боксу в особистих дисциплінах | 0     | — |
| Чемпіонат світу з боксу 2011                | 10    | Еррол Спенс (USA) Серік Сапієв (KAZ) Егідіюс Каваляускас (LTU) Фред Еванс (GBR) Андрій Замковой (RUS) Вікас Крішан Ядав (IND) Василь Білоус (MDA) Тарас Шелестюк (UKR) Алексіс Вастін (FRA) Ясухіро Судзукі (JPN) |
| Олімпійська кваліфікація — Океанія          | 1     | Камерон Гаммонд (AUS) |
| Олімпійська кваліфікація — Азія             | 3     | Мехмет Турсун Цюн (CHN) Бямбин Тувшинбат (MGL) Амін Хасеміпур (IRI) |
| Олімпійська кваліфікація — Америка          | 5     | Майк Карвальо (BRA) Оскар Моліна (MEX) Карлос Санчес (ECU) Габріель Маестре (VEN) Кастіо Клейтон (CAN) |
| Олімпійська кваліфікація — Європа           | 2     | Адам Нолан (IRL) Патрік Войцицький (GER) |
| Олімпійська кваліфікація — Африка           | 6     | Мехді Халсі (MAR) Ільяс Аббаді (ALG) Сіфіве Лусізі (RSA) Селеман Кідунда (TAN) Яннік Мітоумба (GAB) Мустафа Хіма (NIG)                                                                                            |
| Запрощені                                   | 1     | Ахмад Абдул-Карім (IRQ) |
| Всього                                      | 28    | |

#### до 75 кг
| Змагання                                    | Квота | Спортсмени |
| ------------------------------------------- | ----- | --- |
| Світова серія боксу в особистих дисциплінах | 1     | Солтан Мігітінов (AZE)* |
| Чемпіонат світу з боксу 2011                | 10    | Мурата Рьота (JPN) Даррен О'Ніл (IRL) Данабек Сужанов (KAZ) Есківа Фалькао Флорентіно (BRA) Александр Дреновак (SRB) Богдан Журатоні (ROU) Андранік Акопян (ARM) Євген Хитров (UKR) Золтан Харча (HUN) Стефан Гертель (GER) |
| Олімпійська кваліфікація — Океанія          | 1     | Джесс Росс (AUS) |
| Олімпійська кваліфікація — Азія             | 4     | Собіржон Назаров (TJK) Аббос Атоєв (UZB) Віджендер Сінґх (IND) Нурсахат Паззіев (TKM) |
| Олімпійська кваліфікація — Америка          | 5     | Террел Гоше (USA) Хуніор Кастільо (DOM) Марло Дельгадо Суарес (ECU) Хосе Еспіноса (VEN) Енріке Колласо (PUR) |
| Олімпійська кваліфікація — Європа           | 2     | Ентоні Огого (GBR) Адем Кіліччі (TUR) |
| Олімпійська кваліфікація — Африка           | 5     | Бадреддін Хаддіоу (MAR) Муджанджае Касуто (NAM) Муйдін Аканжи (NGR) Абдельмалек Раху (ALG) Мухаммед Хікал (EGY) |
| Запрошені                                   | 0     | — |
| Total                                       | 28    | |

* Спочатку це місце зайняв Сергій Дерев'янченко з України, який виграв у 2011 Світову серію боксу в особистих дисциплінах у цій вазі, але його кваліфікацію відкликав український НОК. Тому Солтан Мігітінов з Азербайджану зайняв кваліфікаційне місце, оскільки був на другому місці.

#### до 81 кг
| Змагання                                    | Квота | Спортсмени |
| ------------------------------------------- | ----- | --- |
| Світова серія боксу в особистих дисциплінах | 1     | Абдельхафід Бенчабла (ALG) |
| Чемпіонат світу з боксу 2011                | 10    | Єгор Мехонцев (RUS) Мен Фаньлун (CHN) Олександр Гвоздик (UKR) Адільбек Ніязимбетов (KAZ) Елшод Расулов (UZB) Демьєн Гупер (AUS) Ехсан Рузбахані (IRI) Хуліо Сезар Ла Круз (CUB) Енріко Келлінг (GER) Джейсон Монрой Валера (COL) |
| Олімпійська кваліфікація — Океанія          | 0     | — |
| Олімпійська кваліфікація — Азія             | 3     | Саміт Сангван (IND) Джахон Курбанов (TJK) Іхаб Аль-Матбулі (JOR) |
| Олімпійська кваліфікація — Америка          | 4     | Маркус Браун (USA) Ямагучі Фалькао (BRA) Карлос Гонгора (ECU) Осмар Браво (NCA) |
| Олімпійська кваліфікація — Європа           | 2     | Бахрам Музаффер (TUR) Ватан Гусейнлі (AZE) Михайло Долголевець (BLR) |
| Олімпійська кваліфікація — Африка           | 4     | Яхія Ель-Мекахарі (TUN) Ахмед Баркі (MAR) Крістіан Донфак (CMR) Лукман Лавал (NGR) |
| Запрошені                                   | 1     | Бошко Драшковіч (MNE) |
| Всього                                      | 26    | |

#### до 91 кг
| Змагання                                    | Квота | Спортсмени |
| ------------------------------------------- | ----- | --- |
| Світова серія боксу в особистих дисциплінах | 1     | Клементе Руссо (ITA) |
| Чемпіонат світу з боксу 2011                | 10    | Олександр Усик (UKR) Сяргєй Карнєєв (BLR) Теймур Мамедов (AZE) Ван Сюаньсюань (CHN) Артур Бетербієв (RUS) Хосе Лардет (CUB) |
| Олімпійська кваліфікація — Океанія          | 1     | Джей Опетайя (AUS) |
| Олімпійська кваліфікація — Азія             | 1     | Алі Мазахері (IRI) |
| Олімпійська кваліфікація — Америка          | 3     | Майкл Гантер (USA) Яміль Перальта (ARG) Хуліо Кастильйо (ECU)                                                               |
| Олімпійська кваліфікація — Європа           | 1     | Тервел Пулєв (BUL) |
| Олімпійська кваліфікація — Африка           | 2     | Шоаїб Болодинат (ALG) Максвелл Ампонса (GHA)                                                                                |
| Запрошені                                   | 1     | Тумба Сілва (ANG) |
| Всього                                      | 16    | |

#### понад 91 кг
| Змагання                                    | Квота | Спортсмени |
| ------------------------------------------- | ----- | --- |
| Світова серія боксу в особистих дисциплінах | 0     | — |
| Чемпіонат світу з боксу 2011                | 6     | Ентоні Джошуа (GBR) Ерік Пфайфер (GER) Іван Дичко (KAZ) Магомедрасул Маджидов (AZE) Ерісланді Савон (CUB) Роберто Каммарелле (ITA) |
| Олімпійська кваліфікація — Океанія          | 1     | Йохан Лінд (AUS) |
| Олімпійська кваліфікація — Азія             | 1     | Чжан Чжілей (CHN) |
| Олімпійська кваліфікація — Америка          | 3     | Італо Переа (ECU) Домінік Брізіл (USA) Саймон Кін (CAN)                                                                            |
| Олімпійська кваліфікація — Європа           | 2     | Тоні Йока (FRA) Магомед Омаров (RUS)                                                                                               |
| Олімпійська кваліфікація — Африка           | 2     | Могамед Арджауї (MAR) Блейс Єпмоу (CMR)                                                                                            |
| Запрошені                                   | 1     | Мейл Мвамба (COD) |
| Всього                                      | 16    | |

### Жінки
Кількість спортсменів, що кваліфікувались розподалені за континентами та ваговими категоріями.
| Вагова категорія | Африка | Америка | Азія  | Європа | Океанія | Всього |
| ---------------- | ------ | ------- | ----- | ------ | ------- | ------ |
| до 51 кг         | 1      | 2 (1)   | 2 (1) | 3 (1)  | 1       | 12     |
| до 60 кг         | 1 (1)  | 1 (1)   | 2 (1) | 3 (1)  | 1       | 12     |
| до 75 кг         | 1 (1)  | 2 (1)   | 1 (1) | 3 (1)  | 1       | 12     |
| Всього           | 5      | 8       | 8     | 12     | 3       | 36     |

#### до 51 кг
| Змагання                                 | Квота | Спортсмен |
| ---------------------------------------- | ----- | --- |
| Чемпіонат світу з боксу серед жінок 2012 | 9     | Жень Цаньцань (CHN) Нікола Адамс (GBR) Кароліна Міхальчук (POL) Олена Савельєва (RUS) Марлен Еспарза (USA) Мері Ком (IND) Карла Магліокко (VEN) Маруа Рахалі (TUN) Сіона Фернандес (NZL) |
| Запрошені                                | 3     | Стойка Петрова (BUL) Сон Кім Хе (PRK) Еріка Матос (BRA) |
| Всього                                   | 12    | |

#### до 60 кг
| Змагання                                 | Квота | Спортсмени |
| ---------------------------------------- | ----- | --- |
| Чемпіонат світу з боксу серед жінок 2012 | 8     | Кеті Тейлор (IRL) Софія Очігава (RUS) Мавзуна Чорієва (TJK) Наташа Джонас (GBR) Адріана Араужо (BRA) Саїда Хасенова (KAZ) Рім Джуїні (TUN) Алексіс Прітчад (NZL) |
| Запрошені                                | 4     | Міхаела Лакатуш (ROU) Дун Чен (CHN) Кванітта Андервуд (USA) Махжуба Убтіл (MAR)                                                                                  |
| Всього                                   | 12    | |

#### до 75 кг
| Змагання                                 | Квота | Спортсмени |
| ---------------------------------------- | ----- | --- |
| Чемпіонат світу з боксу серед жінок 2012 | 8     | Саванна Маршалл (GBR) Олена Вистропова (AZE) Надія Торлопова (RUS) Лі Цзіньцзи (CHN) Наомі Фішер-Расмуссен (AUS) Кларесса Шилдс (USA) Розелі Фейтоса (BRA) Едіт Огоке (NGR) |
| Запрошені                                | 4     | Анна Лорелл (SWE) Маріна Вольнова (KAZ) Мері Спенсер (CAN) Елізабет Андієго (KEN)                                                                                           |
| Всього                                   | 12    | |